# Агнес Робертсон Арбер
Агнес Робертсон Арбер (англ. Agnes Robertson Arber; 23 лютого 1879 — 22 березня 1960) — британська жінка-ботанік, морфолог та анатом рослин, історик ботаніки та філософ біології.

## Біографія
Агнес Арбер народилася в Лондоні, але прожила більшу частину свого життя у Кембриджі, у тому числі останні 51 років. Вона була першою жінкою-ботанікинею, обраною до Лондонського королівського товариства (21 березня 1946, у віці 67 років), і третьою жінкою в історії цього товариства. Вона також була першою жінкою, що отримала Медаль Ліннея (24 травня 1948, у віці 69 років) за внесок до розвитку ботанічної науки.
Її наукові дослідження були зосереджені на класі рослин Однодольні. Арбер також зробила внесок у розвиток морфологічних досліджень у ботаніці в першій половині XX-го століття. Її остання робота присвячена темі філософії у ботаніці, зокрема, характеру біологічних досліджень.
У 1897 році Робертсон розпочала навчання в Університетському коледжі Лондона, отримавши ступінь бакалавра в 1899 році. Отримавши вступну стипендію, Арбер вступила до Ньюнхемського коледжу в Кембриджі та здобула додатковий ступінь з природничих наук. Вона отримала першокласні результати на кожному іспиті в обох університетах, а також кілька призів і медалей від Університетського коледжу в Лондоні.

## Окремі публікації
- Arber, A. (1912). Herbals: their origin and evolution. A chapter in the history of botany, 1470-1670. Cambridge: Cambridge University Press.
- Arber, A. (1920). Water Plants: A Study of Aquatic Angiosperms. Cambridge.
- Arber, A. (1934). The Gramineae. Cambridge.
- Arber, A. (1950). The Natural Philosophy of Plant Form. Cambridge.
- Arber, A. (1954). The Mind and The Eye. Cambridge.
- Arber, A. (1957). The Manifold and the One. John Murray.